# Pucrolia gracilipes
Pucrolia gracilipes is een hooiwagen uit de familie Gonyleptidae.